# Anaphothrips grandioculus
Anaphothrips grandioculus är en insektsart som först beskrevs av Watson 1921.  Anaphothrips grandioculus ingår i släktet Anaphothrips och familjen smaltripsar. Inga underarter finns listade i Catalogue of Life.